# Tylko dla odważnych (film 2017)
Tylko dla odważnych (ang. Only the Brave) – amerykański film dramatyczny z 2017 roku w reżyserii Josepha Kosinskiego, z Joshem Brolinem, Milesem Tellerem i Jeffem Bridgesem w rolach głównych, o grupie strażaków z Arizony.
Film miał swoją premierę 8 października 2017. Na ekrany kin w szerokiej dystrybucji w Stanach Zjednoczonych wszedł 20 października 2019, w Polsce 13 listopada podczas Międzynarodowego Festiwalu Sztuki Autorów Zdjęć Filmowych Camerimage, odbywającego się w Bydgoszczy.

## Fabuła
W Prescott w Arizonie władze organizują nową drużynę strażacką do walki z wybuchającymi w okolicznych lasach pożarami. Do drużyny zaciąga się mający problemy z narkotykami Brendan McDonough. Prowadzący szkolenie przygotowuje mężczyzn na wszelkie okoliczności, które mogą wpłynąć na przebieg akcji ratowniczej.

## Obsada
W filmie wystąpili m.in.:
- Josh Brolin jako Eric Marsh
- Miles Teller jako Brendan McDonough
- Jeff Bridges jako Duane Steinbrink
- James Badge Dale jako Jesse Steed
- Taylor Kitsch jako Christopher MacKenzie
- Jennifer Connelly jako Amanda Marsh
- Andie MacDowell jako Marvel Steinbrink
- Geoff Stults jako Travis Turbyfill
- Alex Russell jako Andrew Ashcraft
- Thad Luckinbill jako Scott Norris
- Ben Hardy jako Wade Parker
- Scott Haze jako Clayton Whitted
- Jake Picking jako Anthony Rose
- Natalie Hall jako Natalie Johnson
- Scott Foxx jako Travis Carter
- Dylan Kenin jako Robert Caldwell
- Ryan Busch jako Dustin DeFord
- Kenny Miller jako Sean Misner
- Ryan Jason Cook jako William Warneke
- Brandon Bunch jako Garret Zuppiger
- Matthew Van Wettering jako Joe Thurston
- Michael McNulty jako Kevin Woyjeck
- Nicholas Jenks jako John Percin Jr.
- Sam Quinn jako Grant McKee
- Howard Ferguson Jr. jako Brian Ferguson
- Rachel Singer jako matka Brendana
- Ralph Alderman jako Hayes
- Brytnee Ratledge jako Juliann Ashcraft